# Zsuzsanna Jakabos
Zsuzsanna „Zsu“ Jakabos (* 3. April 1989 in Pécs, Komitat Baranya) ist eine ungarische Schwimmerin. Ihre Hauptdisziplinen sind 200 und 400 m Lagen sowie 200 m Schmetterling, außerdem tritt sie international über 100 m Lagen (Kurzbahn), 200 m Rücken und in Freistilstaffeln an.

## Werdegang
Zsuzsanna Jakabos feierte erste Erfolge beim Europäischen Olympischen Jugendfestival 2003 in Paris, wo sie drei Goldmedaillen gewann. Bereits 2004 nahm sie an den Europameisterschaften der Senioren in Madrid teil, wo sie im Alter von 15 Jahren Rang 6 über 200 m Lagen und Rang 4 über 400 m Lagen erreichte. Sie qualifizierte sich dadurch für die Olympischen Spiele in Athen, wo sie über 400 m Lagen 15. wurde. Bei den Schwimmweltmeisterschaften 2005 erreichte sie über 200 und 400 m Lagen die Finalläufe und wurde jeweils Achte. Ihre erste internationale Medaille im Seniorenbereich folgte mit Bronze über 400 m Lagen bei den Kurzbahneuropameisterschaften 2005 in Triest.
2006 wurde Jakabos bei den Europameisterschaften 2006 in Budapest über 400 m Lagen Vierte und bei den Kurzbahneuropameisterschaften in Helsinki Neunte. 2008 konnte sie Rang 4 über 400 m Lagen bei den Europameisterschaften in Eindhoven wiederholen, außerdem wurde sie Sechste über 200 m Schmetterling. Bei den Olympischen Spielen 2008 in Peking belegte sie über 400 m Lagen Rang 13 und mit der ungarischen Staffel über 4 × 200 m Freistil Rang 6. Ende des Jahres erschwamm sie bei den Kurzbahneuropameisterschaften in Rijeka über 200 m Schmetterling den siebten Platz. Bei den Schwimmweltmeisterschaften 2009 in Rom erreichte Zsuzsanna Jakabos über 200 m Schmetterling das Halbfinale und wurde über 400 m Lagen Siebte. Bei den Kurzbahneuropameisterschaften in Istanbul gewann sie wie vier Jahre zuvor Bronze über 400 m Lagen.
Ab 2010 folgten die bislang erfolgreichsten Jahre in der Karriere von Zsuzsanna Jakabos: 2010 gewann sie bei den Europameisterschaften vor heimischem Publikum in Budapest Silber über 200 m Schmetterling hinter Katinka Hosszú und Bronze über 400 m Lagen hinter Hannah Miley und Hosszú. Bei den Kurzbahneuropameisterschaften in Eindhoven gewann sie über diese Distanzen ihre ersten internationalen Goldmedaillen. Anschließend erreichte sie bei den Kurzbahnweltmeisterschaften in Dubai mit Rang 8 über 200 m Rücken ihre erste internationale Finalteilnahme über eine Rückendistanz; über 400 m Lagen wurde sie Fünfte. 2011 belegte sie bei den Weltmeisterschaften in Shanghai Rang 5 über 4 × 200 m Freistil und Rang 6 über 200 m Schmetterling. Bei den Kurzbahneuropameisterschaften 2011 gewann Jakabos Silber über 100 m Lagen hinter Theresa Michalak und Bronze über 400 m Lagen hinter Mireia Belmonte und Hannah Miley. 2012 erreichte sie bei den Europameisterschaften in Debrecen erneut mehrere Medaillen in ihrem Heimatland, nämlich Silber über 200 m Schmetterling und 400 m Lagen (jeweils hinter Katinka Hosszú) sowie mit der Staffel über 4 × 200 m Freistil. Sie nahm daraufhin in London an ihren dritten Olympischen Spielen teil und erreichte mit Rang 7 das Finale über 200 m Schmetterling. Über 400 m Lagen und 4 × 200 m Freistil wurde sie Neunte; die ungarische Staffel über 4 × 100 m Lagen wurde im Vorlauf disqualifiziert. Ende 2012 folgten weitere Medaillen bei den Kurzbahneuropameisterschaften in Chartres mit Silber über 100 m Lagen und Bronze über 200 und 400 m Lagen. Bei den anschließenden Kurzbahnweltmeisterschaften waren ihre besten Resultate vierte Plätze über 200 und 400 m Lagen sowie 4 × 200 m Freistil.
2013 konnte Zsuzsanna Jakabos weitere Finalteilnahmen bei den Weltmeisterschaften in Barcelona verbuchen und wurde Fünfte über 200 m Schmetterling sowie Sechste über 200 und 400 m Lagen. Bei den Schwimmeuropameisterschaften 2014 in Berlin wurde sie Vierte über 200 m Schmetterling und gewann Bronze mit der Staffel über 4 × 200 m Freistil. An den Kurzbahnweltmeisterschaften 2014 in Doha nahm sie über 50 m Freistil teil, wo sie im Halbfinale ausschied, und über 400 m Lagen, wo sie den Vorlauf nicht überstand. Mit der Staffel über 4 × 200 m Freistil wurde sie Vierte. Bei den Weltmeisterschaften 2015 in Kasan erreichte sie das Halbfinale über 200 m Lagen und schied bei ihren restlichen Einzelstarts über 50 m Freistil und 400 m Lagen im Vorlauf aus. Mit der gemischten Staffel über 4 × 100 m Lagen wurde sie als Schlussschwimmerin Achte. Bei den Kurzbahneuropameisterschaften 2015 in Netanja war ihr bestes Resultat der fünfte Rang über 200 m Schmetterling. Über 400 m Lagen erreichte sie ebenfalls das Finale, wurde jedoch disqualifiziert. 2016 gewann sie bei den Schwimmeuropameisterschaften in London Gold mit der Staffel über 4 × 200 m Freistil und Bronze über 400 m Lagen sowie 4 × 100 m Lagen. Über 200 m Schmetterling erreichte sie den vierten Rang.
Im Jahr 2023 siegte sie bei den Deutschen Meisterschaften über 200 Meter Rücken und in der Staffel mit der SG Frankfurt über 4 × 100 m und 4 × 200 m Freistil, 4 × 100 m Freistil (Mixed) und 4 × 100 m Lagen (Mixed).

## Persönliche Bestzeiten
| Disziplin            | Langbahn     | Langbahn       | Langbahn  | Kurzbahn     | Kurzbahn          | Kurzbahn     |
| -------------------- | ------------ | -------------- | --------- | ------------ | ----------------- | ------------ |
| 200 m Rücken         | 02:11,53 min | 3. Juli 2015   | Győr      | 02:06,10 min | 17. Oktober 2015  | Saint-Dizier |
| 200 m Schmetterling  | 02:06,35 min | 28. Juli 2011  | Shanghai  | 02:04,43 min | 11. August 2013   | Berlin       |
| 100 m Lagen          | –            | –              | –         | 00:59,15 min | 24. November 2012 | Chartres     |
| 200 m Lagen          | 02:10,27 min | 4. April 2013  | Eindhoven | 02:06,04 min | 10. August 2013   | Berlin       |
| 400 m Lagen          | 04:34,50 min | 4. August 2013 | Barcelona | 04:25,61 min | 25. November 2012 | Chartres     |
| Stand: 25. Juli 2016 |              |                |           |              |                   |              |